# بيبي جالفيز
بيبي جالفيز (بالإسبانية: José Gálvez Estévez)‏ هو لاعب كرة قدم ومدرب كرة قدم إسباني، ولد في 3 أغسطس 1974 في مدينة ميورقة في إسبانيا. شارك مع منتخب إسبانيا تحت 17 سنة لكرة القدم ومنتخب إسبانيا تحت 18 سنة لكرة القدم ومنتخب إسبانيا تحت 21 سنة لكرة القدم. أما مع النوادي، فقد لعب مع ريال بيتيس وريال مايوركا ونادي بورغوس ونادي فالنسيا.

## وصلات خارجية
- بيبي جالفيز على موقع الاتحاد الدولي (مؤرشف)  (الإنجليزية)
- بيبي جالفيز على موقع قاعدة بيانات كرة القدم.إي يو (الإنجليزية)
- بيبي جالفيز على موقع Soccerway.com (الإنجليزية)